# Pôsto Fiscal Rolim de Moura
Pôsto Fiscal Rolim de Moura är en ort i Brasilien.   Den ligger i kommunen Alta Floresta d'Oeste och delstaten Rondônia, i den centrala delen av landet, 1 600 km väster om huvudstaden Brasília. Pôsto Fiscal Rolim de Moura ligger 159 meter över havet och antalet invånare är 37 949.
Terrängen runt Pôsto Fiscal Rolim de Moura är platt.
I omgivningarna runt Pôsto Fiscal Rolim de Moura växer i huvudsak städsegrön lövskog. Trakten runt Pôsto Fiscal Rolim de Moura är nära nog obefolkad, med mindre än två invånare per kvadratkilometer.